# 48 Batalion Łączności (2 WDZ)
48 batalion łączności (48 bł) – samodzielny pododdział  łączności ludowego Wojska Polskiego.
Batalion został sformowany w 1950 roku na bazie 27 kompanii łączności, w garnizonie Bytom, w składzie 7 Łużyckiej Dywizji Piechoty.
Początkowo w swojej strukturze posiadał: dowództwo, kompanię dowodzenia, telefoniczno-kablową, szkolną i pluton radiowy. Stan osobowy wynosił 229 żołnierzy w tym 139 stanu zmiennego (etat bł dywizji terytorialnej)
W 1955 roku został dyslokowany z Gliwic do Nysy. Od 1956 wchodził w skład 2 Warszawskiej Dywizji Zmechanizowanej (sformowanej na bazie 7 DP).
W 1989 batalion został przeformowany w 48 Ośrodek Materiałowo-Techniczny. W 1992 roku na bazie ośrodka został sformowany 22 batalion dowodzenia 22 Karpackiej Brygady Piechoty Górskiej.

## Struktura organizacyjna
Dowództwo i sztab
- stacja szyfrowa
- kompania radiowa
  - pluton wozów dowodzenia
  - 1 pluton radiowy
  - 2 pluton radiowy
- kompania telefoniczno – telegraficzna
  - pluton transmisji informacji
  - pluton radioliniowo – kablowy
  - pluton łączności wewnętrznej i zasilania
- pluton łączności TSD
- Wojskowa Stacja Pocztowa
- pluton remontowy
- pluton zaopatrzenia
- pluton medyczny